# Jacob Hoefnagel
Jakob Hoefnagel  (Antwerpen, 1575. – vjerojatno u Nizozemskoj, oko 1630.), bio je flamanski bakrorezac i minijaturist.
Sin je flamanskog minijaturista i ilustratora Georga Hoefnagela.
Bio je dvorski slikar austrijskog cara Rudolfa II.
Za hrvatsku je povijest značajan kao autor bakroreza iz 1609. Vogelschaua, prikaza Beča iz ptičje perspektive na kojoj se vidi hrvatsko naselje Hrvatsko Selo. 

## Vanjske poveznice
- Digitalna inačica Diversae Insectarum, Göttinger Digitalisierungszentrum